# Споразумение за ниво на обслужване
Споразумението за ниво на обслужване (на английски: SLA - Service Level Agreement) е част от договор за услуга, сключван между доставчика и неговия клиент, където нивото на обслужване е официално определено. В този договор се описват и средствата за правна защита на клиента в случаите в които доставчика не може да предостави определеното ниво на услуга. Например, ако доставчика не изпълни договореното ниво за безотказна работа на упоменатата в споразумението услуга, то клиентът получава правото да изплати на доставчика сума, която е с определен процент по-малка от първоначално договорената.